# Ohalo
Ohalo é um sítio arqueológico localizado em Israel, nas proximidades do mar da Galileia.